# Ik wil dat je danst
Ik wil dat je danst is een lied van de Nederlandse rapper Big2 in samenwerking met zanger Glen Faria. Het werd in 2018 als single uitgebracht en het stond in hetzelfde jaar als derde track op het album Van staal van Big2.

## Achtergrond
Ik wil dat je danst is geschreven door Twan van Steenhoven en Glen Faria en geproduceerd door Soulsearchin' en Morgan Avenue. Het is een lied uit de genres nederhop en synthpop. In het lied rappen en zingen de artiesten over het niet nadenken over de dingen die er om je heen gebeuren, maar dat je gewoon danst. Het nummer is gemaakt door de artiesten als een "feelgood-hit".

## Hitnoteringen
De twee artiesten hadden weinig succes met het lied in de Nederlandse hitlijsten. Er was geen notering in de Single Top 100 en ook de Top 40 werd niet bereikt. Bij laatstgenoemde was er wel de negende plaats in de Tipparade.